# 鈍獸屬
鈍獸屬為長鼻目鈍獸科下已滅絕的一屬，生存於始新世晚期至漸新世早期的北非。鈍獸為目前化石紀錄中最早出現的大型長鼻目物種，肩高1.8至2.0（5英尺11英寸至6英尺7英寸），體重可達2公噸（2.0長噸；2.2短噸）。

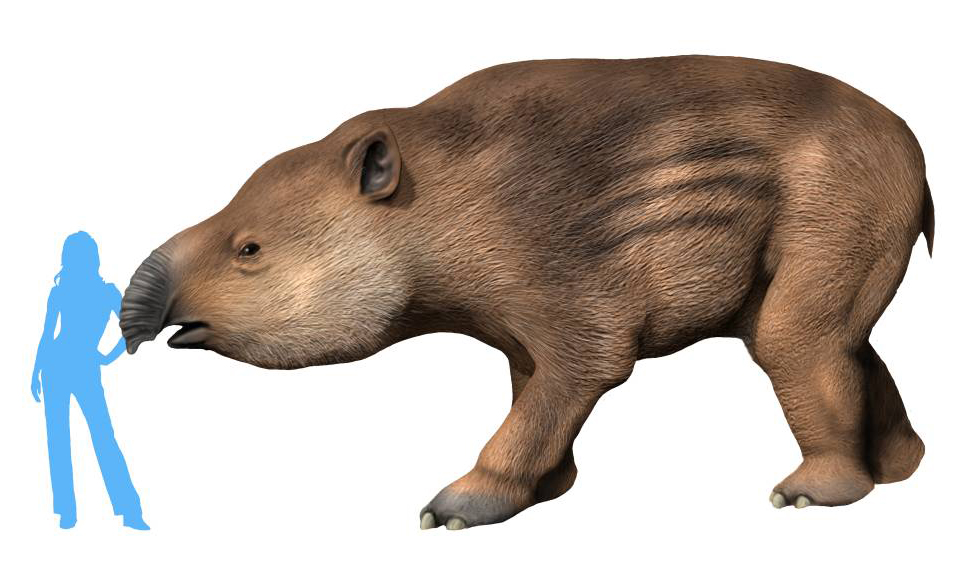
復原圖

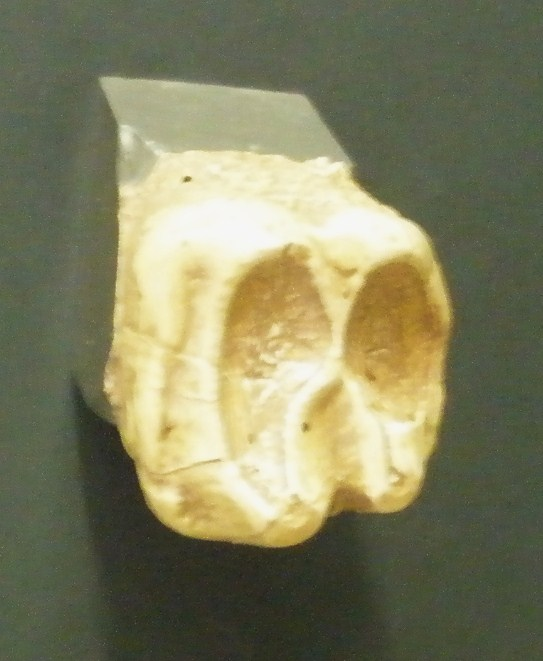
鈍獸（Barytherium）復原圖臼齒化石

鈍獸屬的模式種為 Barytherium grave，發現於20世紀初期的埃及法尤姆。在這之後，於利比亞與阿曼均有發現更為完整的鈍獸化石。鈍獸的外表與現存亞洲象相似，但是具有八根較短的獠牙，上下顎各四根，獠牙形式比起大象更像是現存的河馬。上顎獠牙為向下垂直生長，下顎獠牙則水平向外突出，推測可能可以用來切斷植物組織。